# Joaquim Reig
Pour les articles homonymes, voir Reig et Rodríguez.
Joaquim Reig i Rodríguez, né à Valence en 1896 et mort à Madrid en 1989, est un homme politique et entrepreneur du Pays valencien.

## Biographie
Diplômé de droit en 1916, il est membre du corps juridique militaire de 1919 à 1925.
Il est actif dans le valencianisme avant la dictature de Primo de Rivera.
Il est également membre de Joventut Valencianista en 1918, l'un des fondateurs de l'Union valencianiste régionale avec Ignasi Villalonga i Villalba et jusqu'en 1924 directeur du journal La Correspondencia de Valencia, organe du parti. Avec Villalonga, ils fondent également El Camí en 1932.
À la proclamation de la Seconde République espagnole, il est conseiller de la municipalité de Valence de 1931 à 1934 pour Unió Valencianista et fait partie de la minorité valencianiste et de la commission en faveur d'un statut d'autonomie pour la région à la municipalité de Valence.
En 1932, il figure parmi les signataires des Normes de Castelló.
Une fois le parti dissous, il est élu député pour la Lliga Catalana aux élections générales de 1933, grâce à ses bonnes relations avec Francesc Cambó.
Il tente de refonder son ancien parti et préside le Centre d'Actuació Valencianista. Il est également directeur du Centre de Cultura Valenciana en 1932, mais est très critiqué par les hommes politiques valencianistes en rapport avec le traitement apporté à la Loi des contrats de culture (Llei de Contractes de Conreu).
À l'éclatement de la guerre civile espagnole, il atteint le grade de commandant, puis s'enfuit à Paris, où il collabore avec Joan Estelrich i Artigues au Bureau d'information espagnole, chargé de la propagande en faveur du nouveau régime dirigé par le général Franco et créé par Cambó. Après la guerre, il est directeur de la Banque de Valence, vice-président de la Banque centrale et membre du conseil d'administration de diverses importantes entreprises industrielles ou de travaux publics.

## Œuvres
- Concepte doctrinal del valencianisme (1932)